# Harpastum

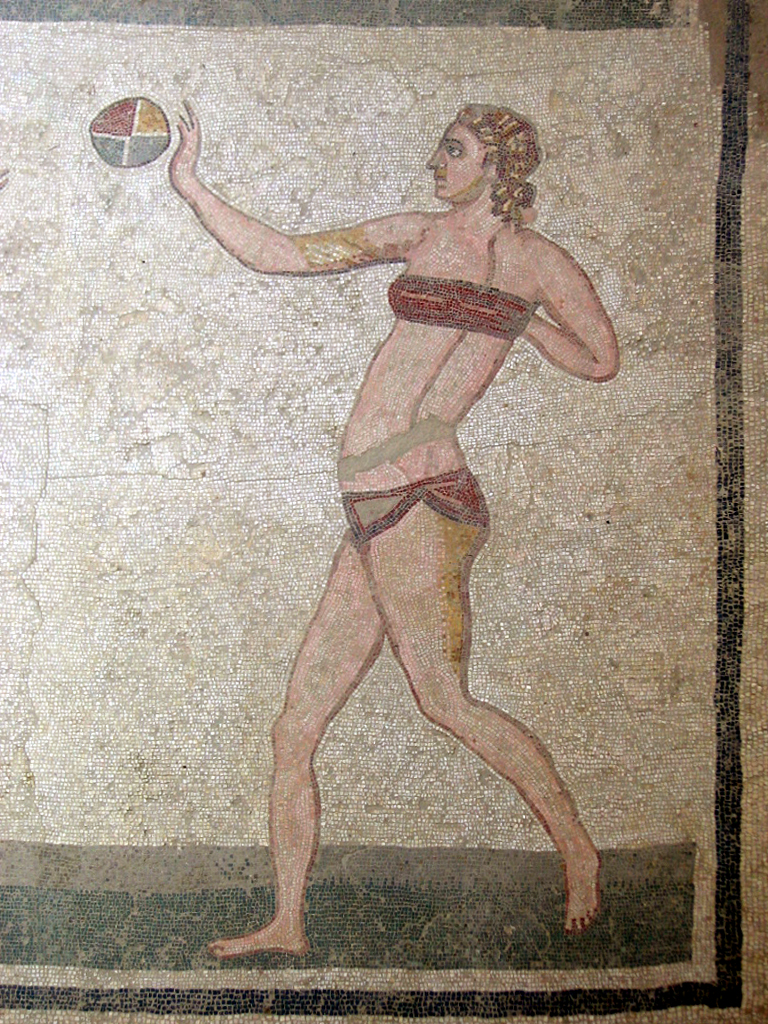
Mozaika znázorňující hráče

Harpastum, nebo také Harpustum, řeckou formou Harpaston (z řeckého harpastos, uloupený), je název pro kolektivní míčovou hru podobnou fotbalu, která byla populární ve starověkém Římě. Oblíbená byla mezi legionáři . Římané tuto hru znali pravděpodobně od Řeků, kteří ji nazývali harpaston nebo faininda.
Hrála se s malým míčem vyrobeným z vycpané kůže zvířat či z měchýře vepře. Hrálo se rukama i nohama, nosit míč však bylo zakázáno. Tato týmová hra byla provozována na značeném hřišti o velikosti průměrného hokejového kluziště a římští vojáci v ní trénovali svou obratnost, sílu a rychlost.
Harpastum je tak pravděpodobně předchůdcem dnešního fotbalu a také ragby.

## Průběh hry
Dva týmy, na každé straně hřiště jeden asi o 5-12 hráčích. Vhozením mince se na začátku každého zápasu rozhodlo jaký tým získá míč. Tento tým měl za úkol dopravit míč na opačnou stranu hřiště, přičemž druhý tým se snažil míč ukořistit a poté opět dopravit na soupeřovu stranu. Hráč mající míč obvykle postupoval vpřed bráněný svými spoluhráči. Pokud se mu podařilo hřiště přeběhnout jeho týmu připadl bod. Délka hry se lišila dle domluvy mezi soupeřícími týmy.